# Бангвеулу
Бангвеулу (на английски: Lake Bangweulu) е езеро в Екваториална Африка, в северната част на Замбия. По време на сухия сезон дължината му от североизток на югозапад е 72 km, а ширината – 38 km. Площта му му варира от 4000 km² през сухия до 15 000 km² през дъждовния сезон. Максимална дълбочина – 5 m, обем – 5 km³. Разположено е на 1148 m н.в. в тектонска падина, разположена сред хълмисти и нископланински райони. По време на дъждовния сезон през лятото езерото увеличава повече от три пъти своята площ и достига до 15 000 km. През сухия сезон водно огледало се запазва само в неговата северозападна част, а на югоизток се образува огромно непроходимо блато и тресавище. Поради тази причина бреговете му са с неопределени очертания. Има множество малки заливи, полуострови и острови – Мбавала, Чиси (виж приложената карта). По време на дъждовния сезон в него се вливат множество реки (Чамбеши, Луитикила, Лукулу, Лулимала, Луфубу, Луена), повечето от които през сухия сезон се губят в огромното блато. Типичен пример е река Чамбеши, която по време на дъждовния период се влива езерото, а през сухия сезон преминава през блатото и се влива отляво в река Луапула. От южната част на Бангвеулу изтича река Луапула, която заедно с Чамбеши от множество изследователи и географи се смята за начало на река Конго. Почти цялото езеро е обрасло с камъш и влаголюбиви треви и храсти. Езерото Бангвеулу е открито на 18 юли 1868 г. от английския изследовател на Африка Дейвид Ливингстън.

## Галерея
- Местни жители на брега на езерото Бангвеулу
- Такива канута се използват от местните жители по време на дъждовния сезон